# Salacia exsculpta
Salacia exsculpta är en benvedsväxtart som beskrevs av Pieter Willem Korthals. Salacia exsculpta ingår i släktet Salacia och familjen Celastraceae. Inga underarter finns listade.